# قاي سيناك
قاي سيناك (بالفرنسية: Guy Sénac)‏ هو لاعب كرة قدم فرنسي في مركز الدفاع، ولد في 13 مارس 1932 في Villetaneuse ‏ في فرنسا، وتوفي في 13 يناير 2019 في لنس في فرنسا. شارك مع منتخب فرنسا لكرة القدم. أما مع النوادي، فقد لعب مع راسينغ كولومب ونادي لانس.

## وصلات خارجية
- قاي سيناك على موقع قاعدة بيانات كرة القدم.إي يو (الإنجليزية)
- قاي سيناك على موقع ناشيونال فوتبول تيمز (الإنجليزية)
- قاي سيناك على موقع عالم كرة القدم.نت (الإنجليزية)